# پرژوه موبی
پرژوه موبی مجموعه ای از منابع فرهنگ واژگان است که در مالکیت عمومی قرار دارد. این پروژه توسط آقای گریدی وارد ایجاد شده‌است.

## زبان‌ها
پروژه موبی ۲ شامل واژه‌های پنج زبان است: فرانسوی، ژاپنی، ایتالیایی، آلمانی و اسپانیایی است.
| زبان      | واژه‌ها  | حجم (به بایت) |
| --------- | ------- | ------------- |
| فرانسه    | ۱۳۸٬۲۵۷ | ۱٬۵۲۴٬۷۵۷     |
| آلمانی    | ۱۵۹٬۸۰۹ | ۲٬۰۵۵٬۹۸۶     |
| ایتالیایی | ۶۰٬۴۵۳  | ۵۶۱٬۹۸۱       |
| ژاپنی     | ۱۱۵٬۵۲۳ | ۹۳۴٬۷۸۳       |
| اسپانیایی | ۸۶٬۰۵۹  | ۸۵۰٬۵۲۳       |
| مجموع     | ۵۶۰٬۱۰۱ | ۵٬۹۲۸٬۰۳۰     |